# Stefano Bardini
Pour les articles homonymes, voir Bardini.
Stefano Bardini (1836-1922), est un marchand d'art, historien de l'art et collectionneur italien, spécialisé dans l'art renaissant.

## Biographie
Étudiant à Florence, où Stefano Bardini poursuit des études en peinture à l'Académie des beaux-arts, élève de Giuseppe Bezzuoli et Benedetto Servolini. Il fréquente le Caffè Michelangiolo dans les années 1850-1860, croisant les peintres du courant des Macchiaioli dont il se rapproche brièvement. Il s'emploie également à la restauration d'œuvres d'art et est témoin du Risorgimento.
Il se lance dans le commerce des antiquités et des œuvres d'art dans les années 1870-1880, au moment où la Toscane connaît un développement économique et industriel sensible,. Peu à peu, il se constitue une importante clientèle : Wilhelm von Bode et le Kaiser-Friedrich Museum de Berlin, le musée du Louvre, le Victoria and Albert Museum de Londres et des collectionneurs privés comme Isabella Stewart Gardner, John G. Johnson (en), John Pierpont Morgan, les époux Jacquemart-André. Dès 1880, Bardini est au cœur des tractations entre acheteurs français, allemands, et britanniques, sans pour autant que ces nombreuses ventes ne laissent indifférentes les autorités de Rome, qui valident, au cas par cas, les visas d'exportation : de nombreuses œuvres proviennent alors de familles et de communes italiennes en manque de moyens. 
En 1880, il commence à se faire construire un palais à Florence, où il peut rassembler ses propres collections, préfiguration du musée Bardini ouvert en 1923.
En 1885, il restaure les fresques de Botticelli de la villa Lemmi et en organise la vente, puis il fait déposer les fresques exécutées par Jakob Ludwig Salomon Bartholdy dans sa villa romaine, et organise leur transfert à la Alte Nationalgalerie de Berlin. 
Il est également un gros pourvoyeur de cassoni, au point que le marché en cette fin de siècle, s'en trouve inondé. Il forma à la qualité d'expert Elia Volpi (it).
Décidant de mettre un terme à ses activités, Bardini organise une ultime vente à New York en 1918 qui disperse une partie de ses collections, dont des sculptures et des meubles, dans des collections privées américaines. Parmi les œuvres figurait une terre cuite polychrome de la Vierge à l'Enfant, formellement attribuée à Donatello.
De nombreuses légendes et rumeurs négatives ont couru sur Bardini : depuis 2017, ont été publiés des études scientifiques tendant à remettre en perspective et valoriser son travail de connaisseur, et surtout de protecteur des arts renaissants florentins,.